# Les Jeunes en marche
Pour les articles homonymes, voir JEM et JAM.
Les Jeunes en marche (abrégé les JEM [ ʒɛm]), nommé Les Jeunes avec Macron (les JAM) jusqu'en juillet 2025, est le mouvement de jeunesse affilié au parti Renaissance (anciennement La République en marche).
Créé en 2015 par des militants du Mouvement des jeunes socialistes (Sacha Houlié, Pierre Person, Florian Humez et Jean Gaborit), il constitue le premier mouvement de soutien à Emmanuel Macron. Il devient officiellement le mouvement de jeunesse affilié à La République en marche — devenue Renaissance en 2022 — en février 2018. 
Depuis juillet 2025, Louis Roquebert est le président des Jeunes en marche.

## Histoire

### Création et campagne présidentielle de 2017
Un site internet lancé le 30 juin 2015 annonce la création du mouvement et fait l'objet de l'attention médiatique. Le collectif est créé quelques semaines plus tard. Il s'agit du premier mouvement de soutien à Emmanuel Macron.
Ses quatre initiateurs — Sacha Houlié, Pierre Person, Florian Humez et Jean Gaborit — sont des proches de Stéphane Séjourné, le conseiller politique d’Emmanuel Macron, alors ministre de l'Économie, avec qui ils sont en contact étroit pour cette opération, et d'anciens militants du Mouvement des jeunes socialistes (MJS), où Stéphane Séjourné était leur « mentor ». S'étant connus à l'université de Poitiers, ils sont désignés a posteriori dans la presse comme « la bande de Poitiers ». Ils appartiennent au courant « La Relève », situé à l'aile droite du MJS, proche de Dominique Strauss-Kahn, et apparaissent comme minoritaires au sein du MJS,. Le HuffPost souligne que « ce parcours et cet organigramme issus des rangs socialistes n'est pas sans rappeler celui de LREM, dirigé par l'ancien député PS Christophe Castaner avec d'autres parlementaires ex-PS autour de lui comme Richard Ferrand ou François Patriat, chefs des députés et sénateurs macronistes ».
Alors qu'Emmanuel Macron est au fait de leur identité dès le lancement, les cofondateurs présentent alors l'initiative comme « totalement indépendante » du cabinet d'Emmanuel Macron. Ils rencontrent Emmanuel Macron pour la première fois lors d’une réunion à Bercy en septembre 2015, puis en tête-à-tête officiel, le 14 mars 2016.
Au lancement, sont considérés adhérents sont ceux qui laissé leur coordonnées sur le site ou lors d’une réunion. Alors que le collectif revendique en octobre 2015 « 1 000 sympathisants et 300 membres actifs », France Inter indique qu'« un fichier diffusé un peu plus tard montre qu’ils seraient en réalité une trentaine. L’examen attentif de plusieurs fichiers adhérents contenus dans les échanges mails entre les créateurs des JAM montre qu’ils ont probablement gonflé les chiffres, ce que Sacha Houlié et Pierre Person ne contestent pas formellement en admettant dans un sourire que « la phase d’amorçage est toujours difficile » ».
France Inter voit dans la phase de lancement « un formidable coup médiatique », observant que « toute la presse nationale, qui s’interroge encore sur les ambitions présidentielles d’Emmanuel Macron, fait le déplacement » à la première conférence de presse des JAM et que « pendant deux jours, les créateurs des JAM multiplient les apparitions en direct sur les chaînes d’information en continu ».
En juin 2016, peu après le lancement du parti En marche, les JAM revendiquent 7 000 adhérents. Sur les 1 500 coordinateurs de « la grande marche » organisée par En marche en 2016, la moitié est issue des JAM. France Inter indique que « sans eux, l’opération aurait pu tourner au fiasco ».
À l’automne 2016, Sacha Houlié devient délégué national d’En marche, Pierre Person intègre l’équipe de campagne comme conseiller, Jean Gaborit travaille à l’organisation des meetings et Florian Humez devient collaborateur parlementaire du député PS pro-Macron Jean-Jacques Bridey. Après les élections nationales de 2017, Sacha Houlié et Pierre Person sont tous deux élus députés — de même que certains de leurs proches issus de l'université de Poitiers comme Guillaume Chiche et Aurélien Taché — et figurent parmi les plus « en vue » à l'Assemblée ; Jean Gaborit travaille au service communication du palais de l'Élysée ; et Florian Humez auprès de François de Rugy à la présidence de l'Assemblée,, puis auprès de Stéphane Travert au sein de LREM.

### Sous le premier quinquennat d'Emmanuel Macron
En février 2018, LREM, à travers une décision de son bureau exécutif, affilie les JAM comme son mouvement de jeunesse. Il s'agit de la seule association affiliée à LREM.
En mars 2018, les JAM revendiquent 25 000 adhérents. Pour Le HuffPost, ce montant est « à prendre avec des pincettes (comme pour LREM), l'inscription se faisant en seulement quelques clics. Les trois-quarts seraient en effet des "primo engagés" qui découvrent la politique via ce canal ».
Le même mois, à l'occasion de la première convention nationale du mouvement à laquelle participent Édouard Philippe et une dizaine de ses ministres, une nouvelle équipe dirigeante est désignée ; Martin Bohmert, cadre chez General Electric, devient délégué général (il est le seul candidat à ce poste). Les quatre cofondateurs conservent un droit de veto sur les grandes décisions,. Martin Bohmert annonce sa démission en juin 2019 alors que son mandat courait jusqu'en 2021, indiquant avoir « l’intime conviction que les responsabilités politiques doivent être renouvelées ».
En juillet 2019, les JAM revendiquent 30 000 adhérents. La liste menée par Ambroise Méjean, jusqu'alors délégué général adjoint des JAM, ancien militant du PS et ancien collaborateur parlementaire de Pierre Person, remporte 73 % des suffrages à l’élection interne des JAM,.

### Sous le second quinquennat d'Emmanuel Macron
En septembre 2022, Ambroise Méjean est réélu président des JAM.
En décembre 2023, de même que les Jeunes démocrates (MoDem), les Jeunes avec Macron appellent les députés à rejeter le projet de loi immigration tel qu'issu de la commission mixte paritaire.

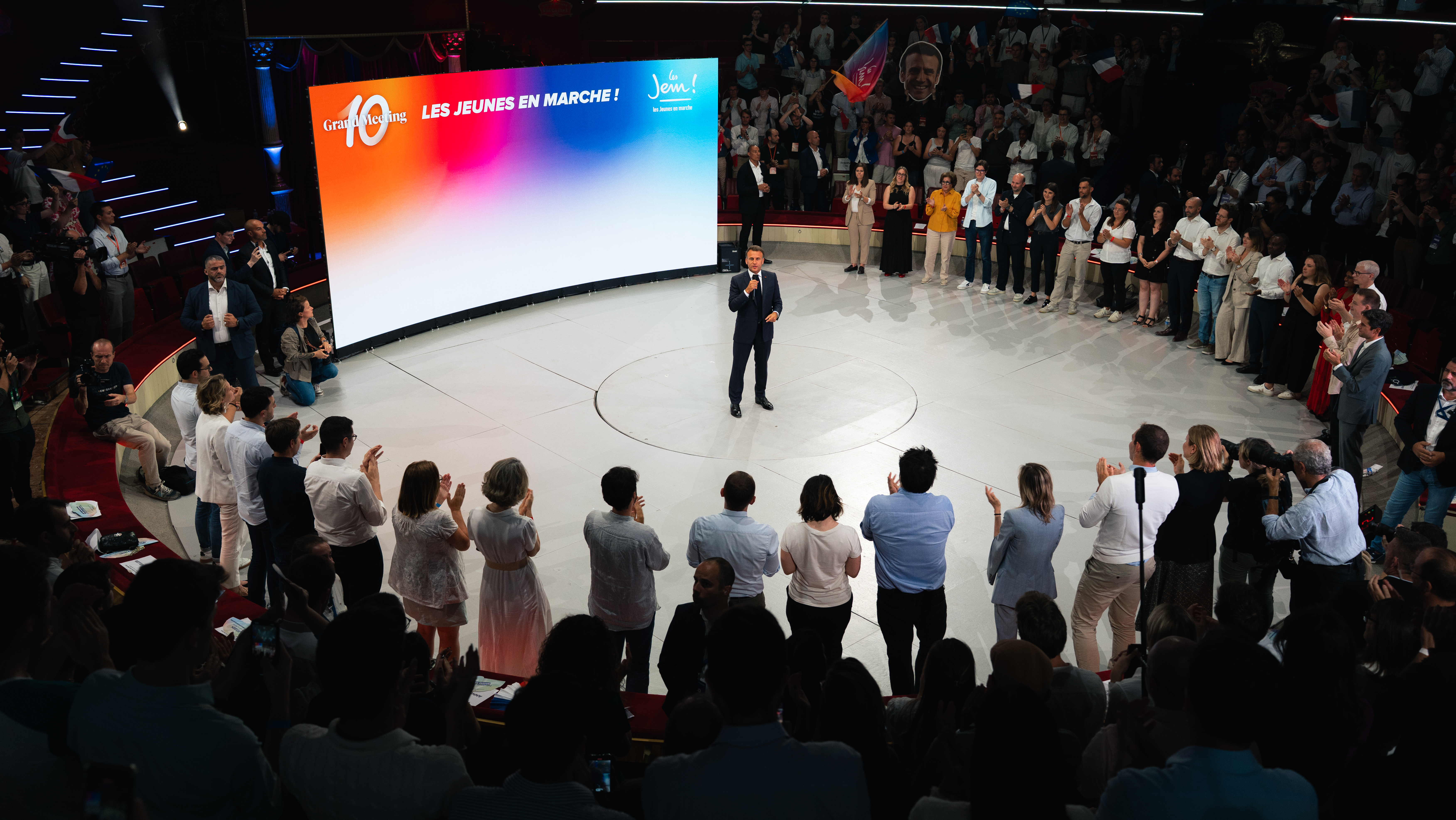
Le président de la République, Emmanuel Macron, prononçant un discours au Cirque d'Hiver à Paris, à l’occasion du dixième anniversaire des Jeunes avec Macron, le 5 juillet 2025.

Le 5 juillet 2025, le mouvement célèbre ses dix ans lors d’un événement organisé au Cirque d’hiver Bouglione à Paris, en présence du secrétaire général de Renaissance Gabriel Attal, de plusieurs membres du gouvernement, dont Élisabeth Borne et Agnès Pannier-Runacher, ainsi que de la présidente de l’Assemblée nationale Yaël Braun-Pivet, du haut-commissaire à la Stratégie et au Plan Clément Beaune et de plusieurs parlementaires. À cette occasion, il est annoncé que le mouvement Les Jeunes avec Macron (JAM) change de nom pour devenir Les Jeunes en marche (JEM). Emmanuel Macron y prononce également un discours, son premier dans le cadre d’un événement politique depuis sa réélection. 
Le 29 juillet 2025, Louis Roquebert est élu président des Jeunes en marche, succédant à Ambroise Méjean, en poste pendant six ans. Sa liste obtient 63 % des suffrages exprimés par les adhérents lors de l’élection interne, face à celle menée par Nolwenn Pelven,.

## Propositions et positions
Le 31 janvier 2022, les Jeunes avec Macron proposent une série d'améliorations du programme d'Emmanuel Macron :
- réforme de la taxation des héritages ;
- réforme de la carte scolaire ;
- limitation généralisée à 24 élèves par classe en primaire ;
- légalisation du cannabis ;
- légalisation de l'euthanasie ;
- simplification de la procédure de changement d'état civil pour les personnes transgenres ;
- possibilité de modifier son sexe à l'état civil dès 15 ans ;
- mise en place d'un « passe écologie » pour les 18-25 ans (une allocation devant permettre une consommation plus écologique) ;
- interdiction de la chasse à courre ;
- vidéosurveillance obligatoire dans les abattoirs.

## Moyens
Le premier siège officiel des Jeunes avec Macron est fourni par Henry Hermand. Celui-ci les conseille, leur ouvre les colonnes du 1 dont il est actionnaire, et assure leur promotion auprès d’Emmanuel Macron dans une des notes qu’il lui envoie régulièrement, alors que certains membres de son cabinet semblent commencer à être agacés par leur militantisme.
Selon France Inter, le mouvement « semble avoir fonctionné avec très peu de moyens financiers jusqu’à son intégration officielle à la galaxie En marche, en novembre 2016 ».
En 2018, les JAM procèdent à la dissolution de leur association de financement et ne peuvent ainsi plus recevoir de dons.

## Liste des dirigeants
| Portrait                                                           | Identité                         | Période       | Période      | Durée                    |
| Portrait                                                           | Identité                         | Début         | Fin          | Durée                    |
| ------------------------------------------------------------------ | -------------------------------- | ------------- | ------------ | ------------------------ |
| Le Député Pierre Person à l'Assemblée nationale, le 19 juin 2017.  | Pierre Person (né en 1989)       | novembre 2015 | 17 mars 2018 | 2 ans et 4 mois          |
| Pas de portrait sous licence libre disponible pour Martin Bohmert. | Martin Bohmert (d)               | 17 mars 2018  | 8 juin 2019  | 1 an, 2 mois et 22 jours |
| Ambroise Méjean                                                    | Ambroise Méjean (d) (né en 1995) | juillet 2019  | juillet 2025 | 6 ans                    |
| Louis Roquebert                                                    | Louis Roquebert                  | juillet 2025  |              |                          |

## Identité visuelle
L'un des premiers logos des JAM est très largement inspiré par un événement organisé par le quotidien Le Monde ; la direction juridique du journal repère les similitudes, et obtient un changement.

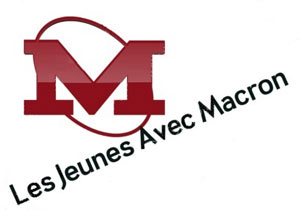
Premier logo des Jeunes avec Macron.
Ancien logo des JAM, inspiré de celui du Monde.
Variante du précédent logotype.
Logotype rappelant les couleurs du drapeau français.
Logotype jusqu'en 2025.

## Controverse
En mars 2019, un article du Point indique que Martin Bohmert emploierait « des techniques de management controversées et aujourd'hui dénoncées ». L'article fait aussi mention d'un témoignage anonyme autour d'une suspicion d'agression sexuelle auprès d'une militante. Il porte plainte pour diffamation. Il démissionne en juin de la même année, deux ans avant la fin de son mandat ; il argue « que les responsabilités politiques doivent être temporaires ».